# Totenmahl (Antike)

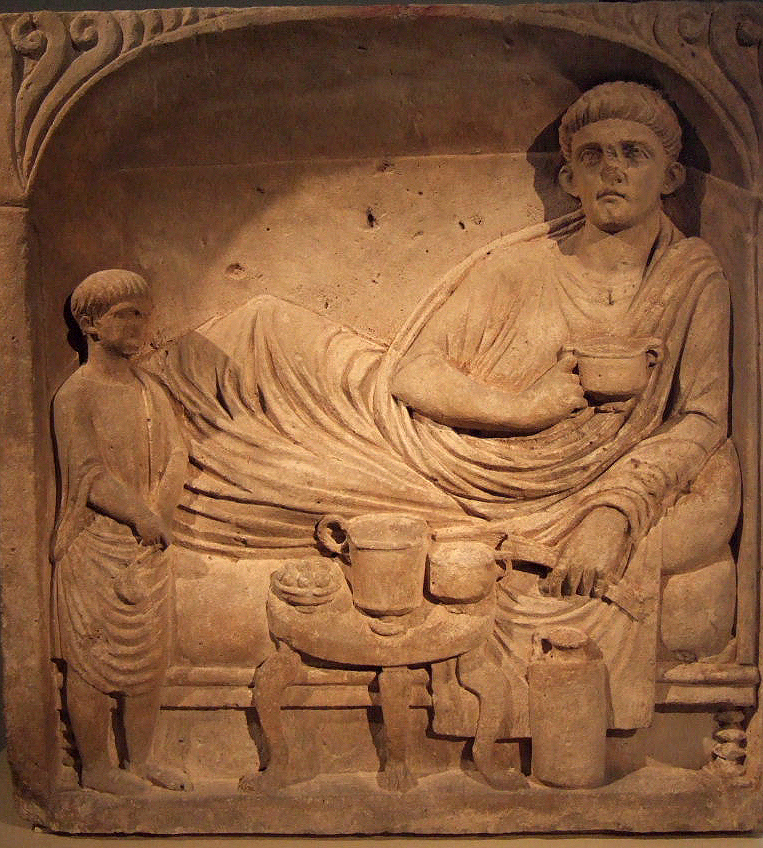
Totenmahlrelief aus Bonn, 2. Jahrhundert n. Chr.

Das Ausrichten eines Totenmahls (lateinisch refrigerium „Erfrischung“) war im Römischen Reich ein selbstverständlicher Teil des sozialen Lebens. Christen sahen hier zunächst keinen Grund, sich von ihrer Umwelt abzugrenzen, entsprechend dem Urteil Augustinus’ von Hippo: bei Bestattung und Totengedenken solle man sich an das Ortsübliche halten.

## Anlässe
Ein römisches Totenmahl fand an folgenden Terminen statt:
- Nach der Bestattung – ein Essen im Familienkreis und ein Bankett (silicernium) am Grab.[2]
- Abschluss der ersten Trauerphase nach neun Tagen (cena novemdialis). Da nach antik-römischem Verständnis der Tod unrein machte, kehrte die Familie des Verstorbenen mit diesem Mahl wieder ins Alltagsleben zurück.
- Jährlich am Geburtstag (dies natalis) des Verstorbenen.
- Jährlich am römischen Totenfest (parentalia), zwischen dem 13. und 22. Februar.

## Durchführung

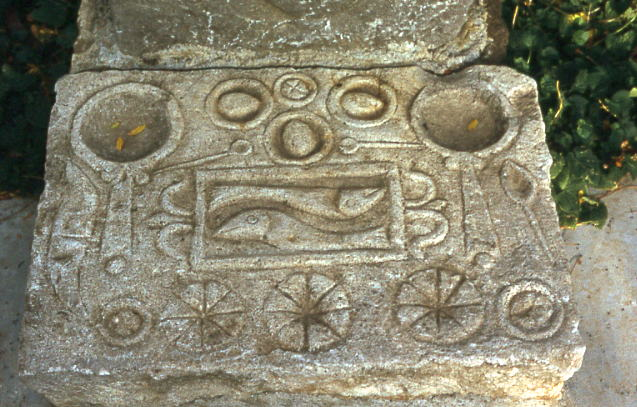
Grabplatte, 1. Jahrhundert v. Chr., Timgad

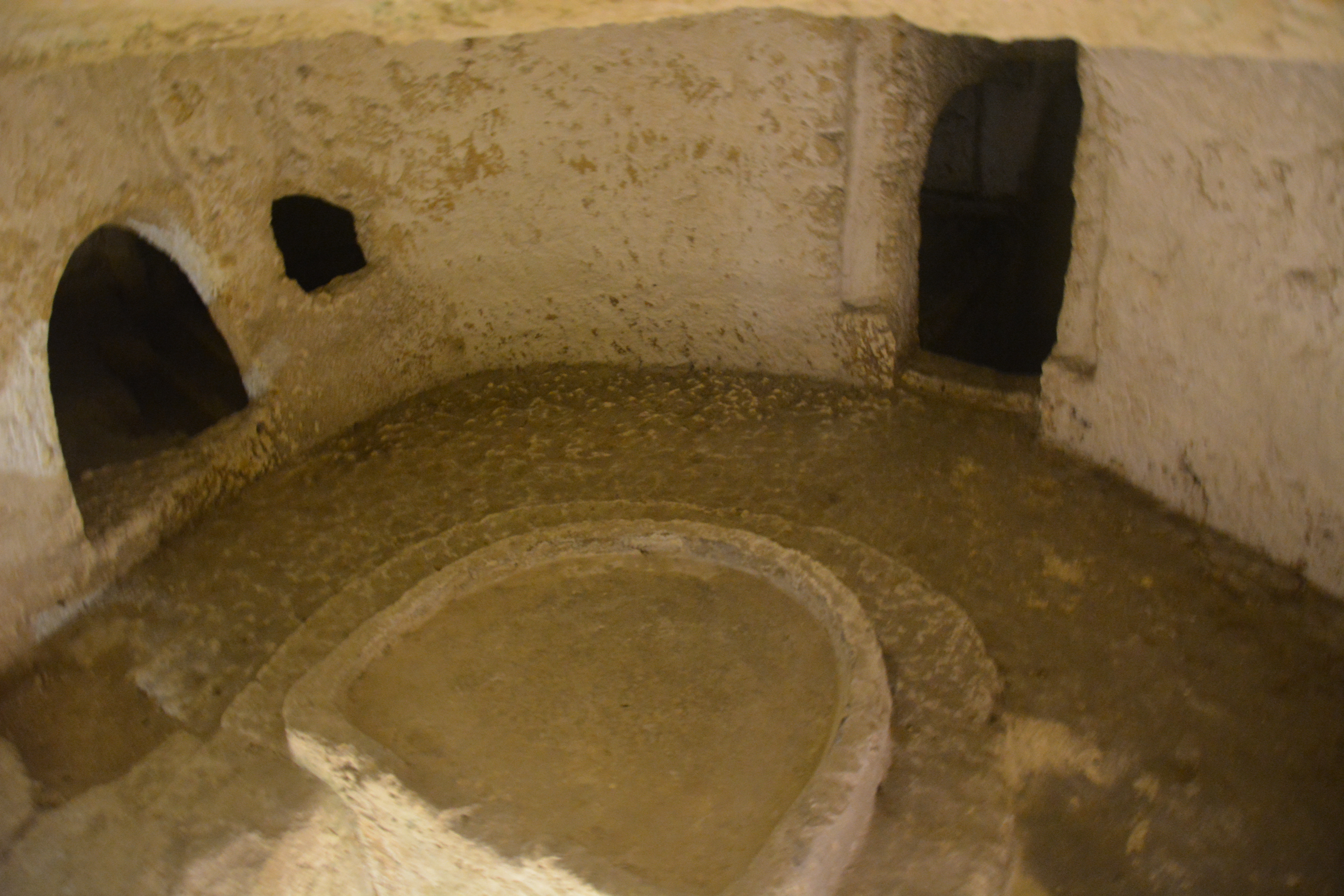
Speisetisch in der St. Paulus-Katakombe, Malta

Beim Totenmahl wurde der Verstorbene als aktiv und in der Mahlgemeinschaft gegenwärtig wahrgenommen. Damit das so sein konnte, musste zunächst sein Platz vorbereitet werden und seine Speisen bereitgestellt werden. Dann lud man ihn mit Nennung seines Namens ein.
Ein Relief aus Timgad verdeutlicht beispielhaft, wie anlässlich eines Totenmahls der Tisch gedeckt wurde: „zwei Fische, Brote, kleine Kuchen, Eier mit Eierlöffeln, ein Messer, ein Esslöffel und zwei Schöpfkellen, aus denen man erwärmten Wein trank.“ Die eingetieften Schöpfkellen waren Libationsröhren, mit denen die Lebenden dem Toten Wein zukommen ließen; dazu sprachen sie: „Iss und trink und lass es dir gut gehen.“
Christliche Gräber hatten die gleichen Einrichtungen für das Totenmahl wie pagane Gräber: sogenannte Mensen (steinerne Tische) in Ecken der Cubicula oder seitlich an Arkosolen. Oft fand man hier eine runde Marmor- oder Glasschale, auf der, so nimmt man an, dem Verstorbenen die Speisen angeboten wurden.
In den Katakomben von Malta sind sogar die ringförmig umlaufenden Speisebänke erhalten.
Doch war unterirdisch in einer Grabkammer bzw. Katakombe wenig Platz, sodass das Totenmahl wohl meist im Freien oder in einem Triclinium nahe beim Grab abgehalten wurde. Unter der Basilika von San Sebastiano in Rom wurde 1915 eine 360 Quadratmeter große Hofanlage (sogenannte Triklia) für Totenmahlsfeiern ausgegraben. Da war alles vorhanden: ein Brunnenhaus lieferte das nötige Wasser, umlaufende überdachte Bänke ermöglichten es, im Schatten zu speisen.  Das entspricht genau der Anlage der sogenannten Flavier-Galerie, einer ursprünglich paganen Hofanlage für den Totenkult.
Besondere Höhepunkte waren die beliebten Märtyrerfeste, die man mit einer Vigilfeier an den Gräbern der Märtyrer verband.

## Christliche Adaption

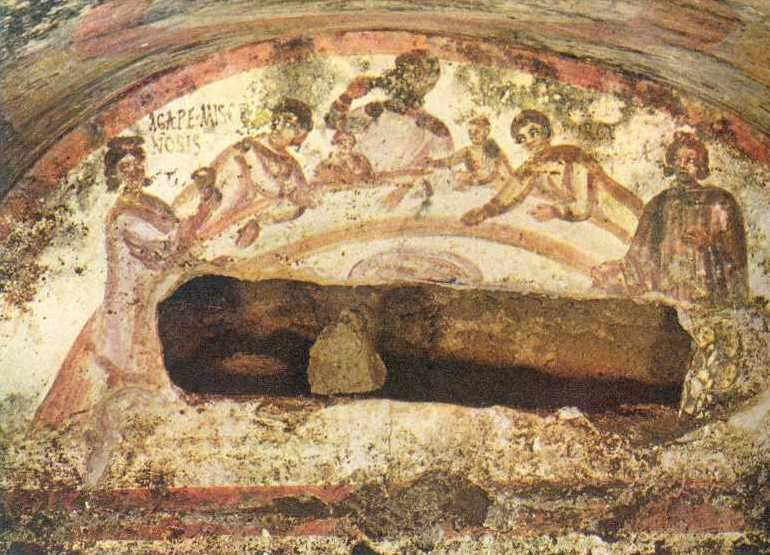
Mahlfeier, Katakombe von Marcellinus und Petrus, Rom

Seit Anfang des dritten Jahrhunderts wurde das Totenmahl (frühes Christentum) häufig in den Katakomben vor den Stadtmauern von Rom dargestellt. Die Trauernden liegen dabei auf Polstern um einen halbkreisförmigen Grabtisch (mensa), an den von Dienern Speisen und Getränke aufgetragen werden. Auf diese Weise sollte den Seelen der Verstorbenen während des Stadiums zwischen Tod und Auferstehung durch Gebete und Speisen Trost zuteilwerden. Die ältesten Darstellungen befinden sich in den Katakomben von San Sebastiano fuori le mura und San Callisto, während die meisten Wandbilder mit Mahlszenen in der Katakombe von Marcellinus und Petrus erhalten geblieben sind. Es bleibt in der Schwebe, ob hier ein paradiesisches Jenseits abgebildet wurde oder das Gartenambiente, in dem man oberirdisch zum Mahl zusammenkam.
Seit dem vierten Jahrhundert mehrte sich die Kritik an den christlichen Totenmählern, die im Ruf standen, regelrechte Gelage zu sein, bei denen der Wein reichlich floss. Ambrosius von Mailand ließ deshalb an den Eingängen zum Friedhof Wächter aufstellen, und so wurde auch Augustinus’ Mutter Monica abgewiesen, als sie einen Becher Wein zu den Gräbern bringen wollte. Nach Augustinus’ Bericht nahm Monica die Neuerung ergeben hin.
Auf folgende Weise wurden die Totenmähler christlich adaptiert:
- Auf den Friedhöfen wurden Kapellen gebaut, die den Totenmählern dienten, diesen aber einen mehr religiösen Rahmen gaben. Es gehörte nun beispielsweise dazu, das Mahl mit einer Armenspeisung zu verbinden.
- Indem man Reliquien im Altar deponierte, holte man die Märtyrer in den Kirchenraum hinein und konnte sich so in der Eucharistie mit ihnen verbunden fühlen.